# Userport

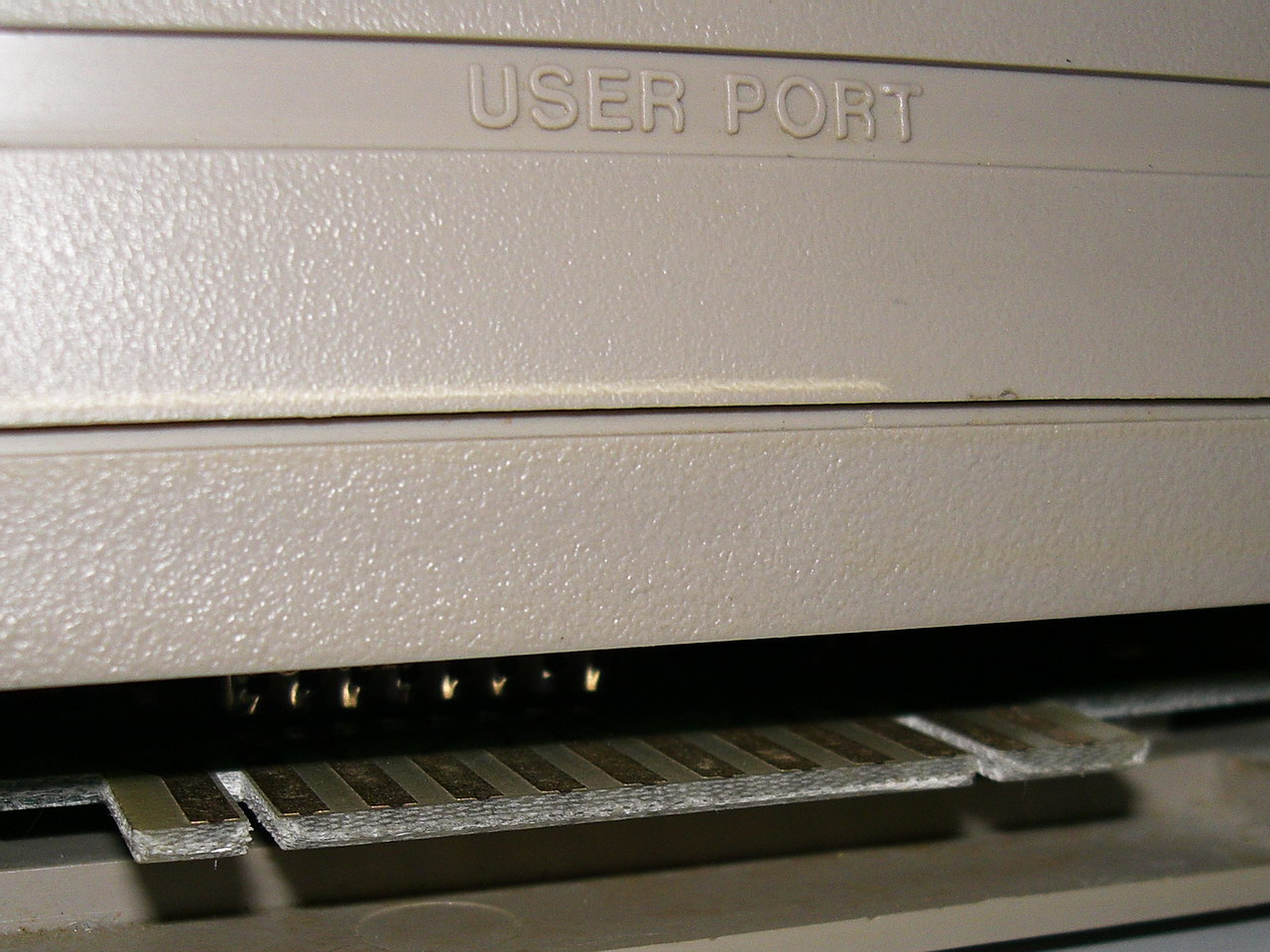
Commodore 64 - Userport

Der Userport ist eine frei verfügbare Schnittstelle vieler Commodore-Computer der 8-Bit-Baureihen, u. a. zu finden beim VC 20, C64, C128, Plus/4 und den Desktoprechnern vom PET 2001 bis zur CBM-8000-Serie. 
Der Userport ist als Platinenstecker direkt in die Hauptplatine der Rechner integriert. Das genaue Design – einschließlich der Pinbelegung – ist je nach Computermodell unterschiedlich, so dass an den Userport anzuschließende Geräte oft nicht zwischen den verschiedenen Commodore-Rechnern austauschbar sind, auch wenn die Stecker äußerlich gleich aussehen. Nur der Userport des C128 ist, entsprechend der Designphilosophie dieses Rechners, voll kompatibel zu dem des C64.
Verwendete Schnittstellenbausteine und Ports:
| CBM    | VC 20  | C64 und C128 | Plus/4 |
| ------ | ------ | ------------ | ------ |
| VIA    | VIA 1  | CIA 2        | ACIA   |
| Port A | Port B | Port B       |        |

Gedacht war der Userport hauptsächlich zur Kommunikation via RS-232 (z. B. mit einem Modem), wobei jedoch noch externe Spannungswandler erforderlich waren, um die TTL-Pegel des Ports (0 V/5 V) auf den RS-232-Normpegel (±12 V) umzusetzen.
Der Userport konnte aber auch für andere Aufgaben eingesetzt werden, u. a.:
- Anschluss von EPROM-Brennern[8]
- Emulation einer Centronics-Schnittstelle[9] zum Anschluss eines Druckers
- Anschluss von Messgeräten
- Anschluss von Relais-Platinen für allgemeine Steuerungsaufgaben[10]
- Parallele Datenübertragung mit einem externen Diskettenlaufwerk durch Schnelllader
- Ergänzung des Rechners um einen Resettaster (dieser war beim C64 nicht serienmäßig)[11]
- Anschluss eines per Software programmierbaren Zeichensatz-ROMs (beim PET 2001 bis zum CBM 8296)[12]
- Erzeugung von Tönen mit dem Schieberegister-Datenausgang des VIA-Chips beim PET 2001[13]